# Banda de abuso sexual infantil de Derby
La banda de abuso sexual infantil de Derby fue un grupo de hombres que abusaron sexualmente de hasta un centenar de adolescentes en Derby, Inglaterra. En 2010, después de una investigación encubierta por la policía de Derbyshire, los miembros de la banda fueron juzgados por 75 delitos relacionados con 26 de las jóvenes. Nueve de los 13 acusados fueron declarados culpables de engañar y violar a jóvenes de entre 12 y 18 años de edad. Los ataques provocaron una feroz discusión a nivel nacional sobre la raza y la explotación sexual.

## Líderes de la banda
Los trece hombres vivían en Derby y la policía cree que se conocieron debido a una atracción en común por las jovencitas. Los líderes fueron Abid Mohammed Saddique y Mohammed Romaan Liaqat, ambos hombres casados y con niños. Merodeaban por los alrededores de las calles de Derby tratando de captar niñas. En imágenes de cámaras de seguridad urbanas se ve a los líderes haciendo repetidos esfuerzos por persuadir a un par de jóvenes, de pie a un lado de la carretera, para que se metieran en su coche. Más tarde, la policía descubrió vodka y vasos de plástico bajo los asientos del coche. Saddique fue acusado de haber tenido actividad sexual con una menor de 12 años en Darley Park, y Liaqat de haber tenido relaciones sexuales con una adolescente de 14 años en su vehículo. Después de que se iniciaran procedimientos legales contra ellos, Saddique y Liaqat se dejaron crecer la barba y adoptaron la vestimenta islámica.

## Abusos
Las víctimas, de edades comprendidas entre los 12 y los 18 años, fueron predominantemente niñas y adolescentes vulnerables con problemas familiares,  algunas de ellas al cuidado de los servicios sociales. Los hombres las captaban en estaciones de tren, urbanizaciones y caminando de vuelta a casa después del colegio. La banda primero se hacía amiga de las niñas, invitándolas a dar una vuelta o a tomar algo y proporcionándoles alcohol y drogas. En ese punto, el proceso de engaño se intensificaba invitándolas a fiestas y quedando con ellas. Era entonces cuando las llevaban en coche hasta lugares aislados, abusaban sexualmente de ellas y las violaban. Los abusos tuvieron lugar en casas y hoteles de toda la región de Midlands, parques e incluso en las casas de las propias víctimas. Dos de ellas fueron amenazadas con martillos, mientras que otra fue encerrada antes de ser violada. En ocasiones, hasta seis hombres estaban involucrados en estos asaltos, generalmente violentos, que los miembros de la banda grababan con sus teléfonos móviles. Tres de ellos fueron grabados teniendo sexo con una niña de 14 años en una habitación de hotel mientras eran animados entre gritos. Algunas de las muchachas fueron encerradas para evitar que se escaparan. Una víctima de 16 años declaró: "nunca en mi vida entenderé qué los hizo tan malvados e ignorantes que todavía a día de hoy creen que no han hecho nada malo."

## Investigación policial
La policía de Derby era consciente de los rumores sobre una banda de pedófilos operando en la ciudad. El 30 de diciembre de 2008, la policía de Staffordshire detuvo un coche sospechoso de robo y en el que iban tres miembros de la banda y tres niñas, de las cuales se había denunciado su desaparición de una residencia de menores de Derby. La policía llevó a las niñas de vuelta a Derby y, durante el viaje, estas les contaron a los agentes lo que había estado sucediendo. La policía de Derbyshire inició una investigación encubierta llamada Operación Retriever, estableciendo medidas de vigilancia y siguiendo el BMW de la banda por Derby. Los investigadores recogieron muestras de ADN de varias escenas de los crímenes. Siddique llevaba una pulsera electrónica tras una anterior condena por agredir a una mujer.
El 24 de abril de 2009, dos adolescentes angustiadas salieron tambaleantes de una casa que estaba bajo vigilancia y dijeron que habían sido violadas. La policía no había sido consciente de su presencia. Las víctimas le hablaron a la policía de las otras chicas que habían sido agredidas, y la policía pronto descubrió una campaña sistemática de captación y abuso dentro de la ciudad. El Inspector de policía de Derbyshire Shaun Dawson declaró: "Cuando los arrestamos, no teníamos ni idea de lo grande que era esto. Una vez los habíamos encerrado, empezaron a hablar otras víctimas y fue creciendo a partir de ahí." Debbie Platt, quien dirigió la investigación policial, dijo que estaba sorprendida por la magnitud de los abusos y dijo que fue como "una campaña de violación contra las niñas." La policía afirmó que el abuso podría haber continuado durante mucho más tiempo.

## Juicio
La fiscalía acusó a la banda de 75 cargos relacionados con veintiséis de las jóvenes, que van desde la violación a la intimidación de testigos, aunque la policía cree que hubo muchas más víctimas. Los hombres fueron acusados en tres juicios separados.
| Nombre                 | Condena |
| ---------------------- | --- |
| Abid Mohammed Saddique | violación, agresión sexual, abuso sexual de menores, prevaricación, cómplice de violación, secuestro, elaboración de pornografía infantil |
| Mohammed Romaan Liaqat | violación, agresión sexual, cómplice de violación, amenazas, abuso sexual de menores, elaboración de pornografía infantil                 |
| Akshay Kumar           | elaboración de pornografía infantil |
| Faisal Mehmood         | abuso sexual de menores |
| Mohammed Imran Rehman  | violación |
| Graham Blackham        | violación de la Orden de Prevención de Agresores Sexuales                                                                                 |

## Análisis
Este caso sucedió después de otros incidentes en Rochdale, Preston y Rotherham, donde los integrantes de bandas asiáticas, la mayoría de hombres paquistaníes musulmanes, habían sido declarados culpables de corrupción infantil y violación. En el momento del caso de Derby, 50 de los 56 hombres condenados en tribunales ingleses por corrupción y violación de menores eran musulmanes, la mayoría perteneciente a la comunidad británica paquistaní. La importancia de la raza de los agresores fue muy debatido.
La policía de Derby evitó sacar conclusiones sobre la etnia del grupo, declarando a través de un policía simplemente que la mayor parte de los agresores sexuales eran hombres blancos. La policía sugirió que probablemente había una disposición por parte de agresores con etnias parecidas de actuar juntos en bandas y no por cuenta propia. El juez en el caso estuvo de acuerdo en que la raza de las víctimas y de los agresores era "fortuita" y que los delitos no eran agravados por causa de la raza.
El exsecretario del interior, Jack Straw, dijo que a pesar de que había muchos delincuentes sexuales blancos, había un "problema específico" en algunas zonas donde hombres paquistaníes captaban "niñas blancas vulnerables", a las cuales percibían como "presas fáciles" para la agresión sexual. Instó a la comunidad paquistaní a ser "más abierta" sobre la agresión. La exdiputada y activista a favor de las mujeres Ann Cryer respaldó los comentarios de Straw diciendo que había un problema al que los diputados musulmanes no estaban preparados para enfrentarse; que había una minoría de jóvenes asiáticos que no "se comportan adecuadamente con las mujeres blancas." Atma Singh, de la Sikh Community Action Network, elogió a Straw por ser "honesto" sobre los "grupos de jóvenes dentro de la comunidad musulmana paquistaní que tratan a las niñas de otras comunidades como un 'objeto sexual'." El ministro de Sanidad, Tim Loughton, advirtió que las comunidades asiáticas "cerradas", "la corrección política y las sensibilidades raciales "habían afectado a las investigaciones sobre delitos de corrupción sexual de menores cometidos por bandas asiáticas."
Keith Vaz dijo que era inapropiado estereotipar una comunidad entera y que esto no era un problema cultural. El diputado laborista Khalid Mahmood criticó a Straw diciendo que estereotipar y "reprender a la comunidad en su conjunto no es digno de él." Dijo que había hombres asiáticos que hubieran hecho lo mismo a niñas musulmanas y paquistaníes, aprovechándose de cualquier oportunidad, indiscriminadamente. El director ejecutivo de Barnardos dijo que "no creo que sea sólo cosa de paquistaníes" y que hubo una sobrerrepresentación de grupos étnicos minoritarios en general entre los autores, que "no se trata sólo de una nación".
Mohamed Shafiq, el director de la Ramadhan Foundation, dijo que la agresión fue impulsada por una aberrante forma de racismo en ciertas partes de la comunidad asiática, donde algunos de los jóvenes no veían a las niñas blancas iguales a sus propias hijas o hermanas. Añadió que se necesitaba un debate serio dentro de la comunidad asiática para que el Partido Nacional Británico dejara de utilizar estos crímenes para recriminarles, los cuales "el Islam prohíbe totalmente." Douglas Murray, que fue director del Centre for Social Cohesion, dijo que los líderes musulmanes necesitaban hacer frente a las actitudes que los hombres jóvenes musulmanes adoptaban hacia las mujeres.

## Informes del CEOP y la Office of the Children's Commission
Tras este caso, el 29 de junio de 2011, el centro nacional del Reino Unido para la protección del menor, el Child Exploitation and Online Protection Centre (CEOP), publicó un informe sobre los resultados de los seis meses de investigación sobre "la captación en la calle". El informe reveló que la policía, los servicios sociales y las organizaciones de beneficencia no fueron capaces de investigar este problema adecuadamente y que una cuarta parte de los delincuentes denunciados por captación de menores desde 2008 eran asiáticos, una cantidad desproporcionada en comparación con las cifras de población. Pero Peter Davies, el jefe del CEOP, se apresuró a aclarar que los resultados no representan una realidad nacional debido a que los datos utilizados estaban incompletos, y alertó en contra de cualquier extrapolación basada en los resultados. Agregó que "observar este problema a través de la lente del origen étnico no le hace ningún favor a las víctimas." Poco antes de la publicación de los informes, el ministro de Sanidad Tim Loughton, afirmó que "una combinación de corrección política y sensibilidades raciales habían provocado que casos de captación sexual de menores llevados a cabo por bandas asiáticas pasaran desapercibidas."
El 20 de noviembre de 2012, un informe más completo, aunque todavía provisional, titulado "Creía que era la única. La única en el mundo" fue publicado por la Office of the Children's Commission bajo la presidencia de la sustituta del Children's Commissioner, Sue Berelowitz. En él se cuenta cómo 2.409 adolescentes fueron confirmadas como víctimas de explotación sexual por bandas y grupos durante un periodo de 14 meses, desde agosto de 2010 a octubre de 2011. Los grupos de hindúes y sijs se quejaron de que el informe no recogiera también sus preocupaciones sobre hombres musulmanes captando niñas hindúes y sijs, aunque un informe académico de Katy Sian cuestiona las afirmaciones hechas por la comunidad sij. Sin embargo, en septiembre de 2013, tras la condena de cuatro musulmanes y dos hindúes en el Tribunal de la Corona de Leicester por pagar a una menor sij de 16 años "vulnerable y perjudicada" a cambio de sexo, un episodio del programa de la BBC Inside Out investigó varios casos de mujeres jóvenes sij siendo captadas por hombres musulmanes, incluso con la declaración de un supuesto ex-captador admitiendo que captaban específicamente jóvenes sij. Bhai Mohan Singh, quien había reunido las pruebas que había condenado a los cuatro musulmanes y dos hindúes en Leicester, fue presentado en el programa, y afirmó que en ese momento estaba investigando "19 casos" en "todo el Reino Unido", donde menores sij supuestamente estaban siendo captadas por hombres musulmanes, pero que ninguno de estos casos posteriores han sido perseguidos.